# Ashot Sarkisov
Ashot Arakelovich Sarkisov (en ruso: Ашот Аракелович Сарки́сов; Taskent, 30 de enero de 1924 - Moscú, 17 de octubre de 2022) fue un científico ruso que trabajó con tecnología de submarinos nucleares, seguridad nuclear y desmantelamiento de instalaciones nucleares.

## Biografía

### Primeros años
Ashot Sarkisov nació de un padre armenio, Arakel Ovanesovich Sarkisov (1881–1959), y una madre rusa, Evgenia Bogdanovna (1896–1987).

### Carrera profesional
Sarkisov ingresó a la Escuela Superior de Ingeniería Naval Felix Dzerzhinsky en 1941, luego sirvió en el ejército durante la guerra y reanudó sus estudios en 1945. A partir de 1948 también estudió en la Universidad Estatal de San Petersburgo. Se convirtió en Doctor en Tecnología en 1968. Desde 1994 fue miembro de pleno derecho de la Academia Rusa de Ciencias y recibió la Medalla de Oro Aleksandrov en 2007. Sarkisov se retiró de la marina como vicealmirante.
Uno de sus intereses de investigación fueron los procesos dinámicos de generación de energía nuclear en aplicaciones marinas, particularmente los efectos de impactos severos. Sarkisov también trabajó en el desmantelamiento de instalaciones nucleares en el noroeste de Rusia, por lo que recibió el Premio Global de Energía en 2014, junto con Lars Gunnar Larsson.

### Vida personal y muerte
Sarkisov murió en Moscú la mañana del 17 de octubre de 2022, a la edad de 98 años.